# Mühlentalstrasse 105

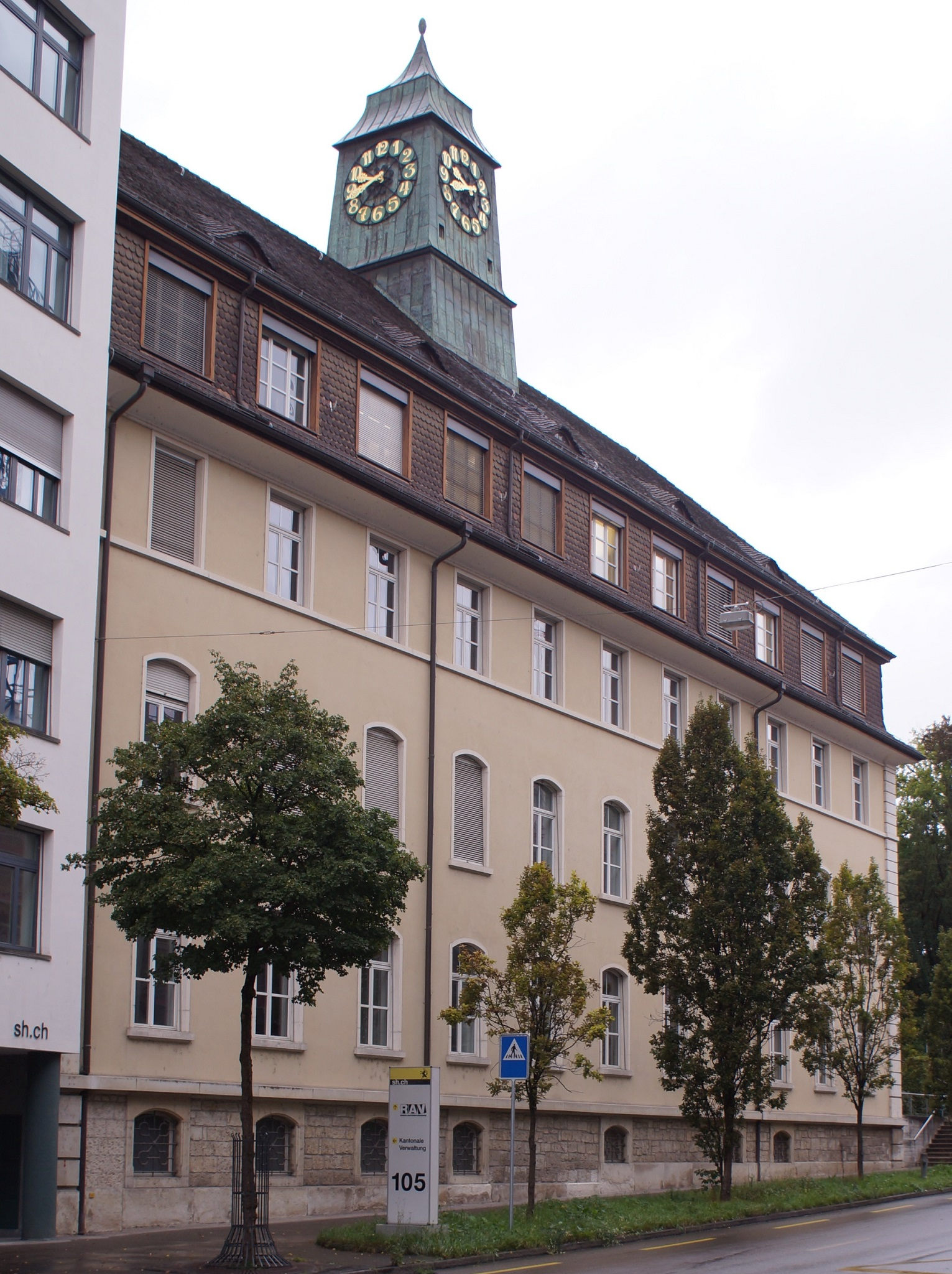
Das Verwaltungsgebäude (Altbau, 2020)

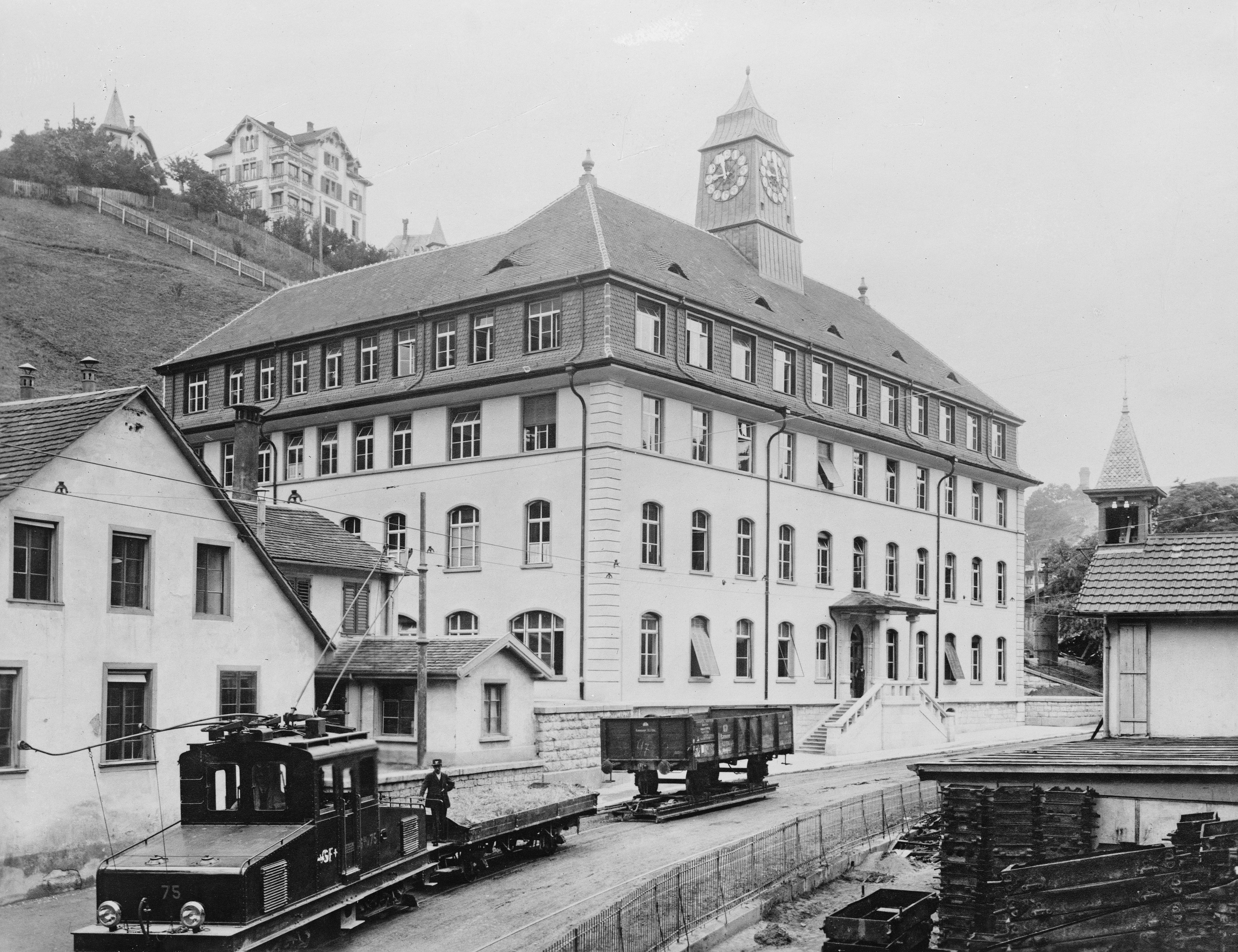
Das Verwaltungsgebäude, um 1913 mit Werkbahn

Das Gebäude Mühlentalstrasse 105 in Schaffhausen ist das ehemalige Verwaltungsgebäude der Georg Fischer AG (GF), das 1899 im Heimatstil errichtet, 1912 erweitert und 1931 mit einem «Pionierbau» des Neuen Bauens ergänzt wurde. Es ist im Kulturgüterschutz-Inventar der Schweiz als «Kulturgut von regionaler Bedeutung» (B-Objekt, KGS-Nr. 10770) klassifiziert und dient gegenwärtig der Kantonalen Verwaltung Schaffhausen.

## Lage
Das Gebäude steht auf der Westseite des Mühlentals gegenüber der ehemaligen Werkshalle der Stahlgiesserei des «Werks I». Das gesamte auch Mülitaal genannte Tal wird noch im 21. Jahrhundert von den ehemaligen Werksanlagen des Unternehmens geprägt. Westlich des Tals wurden Werksiedlungen auf dem Plateau der «Breite» angelegt, die ebenfalls als B-Objekte ausgewiesen und Teil des «Ortsbilds von nationaler Bedeutung» im Inventar der schützenswerten Ortsbilder der Schweiz (ISOS) sind.

## Geschichte
Das 1802 gegründete Unternehmen von Georg Fischer wurde seit den 1860er Jahren im Mühlental umfassend erweitert und 1896 in eine Aktiengesellschaft umgewandelt. Drei Jahre später errichtete Locher & Cie den zweistöckigen Kern des Verwaltungsgebäudes. Das Unternehmen hatte damals einen Bestand von 1600 Mitarbeitern. Unter der Leitung des Generaldirektors Ernst Jakob Homberger expandierte das Unternehmen weiter. Die Architektengemeinschaft Curjel & Moser (Karlsruhe und Basel) erweiterte 1912 das Gebäude rückseitig, stockte es um zwei Geschosse auf und versah es mit dem Dachreiter nebst Uhr. Karl Moser plante auch den Erweiterungsbau an der Südseite, der 1931 fertiggestellt wurde und zu den ersten Bauwerken des Neuen Bauens in Schaffhausen gehört.

## Beschreibung
Der Altbau ist ein elfachsiges Gebäude mit vier Geschossen. Es ist zurückhaltend gegliedert. Der zentrale Eingang wurde später an die Seite und in den Neubau verlegt. Die rückseitige Erweiterung wurde in den Hang des Tals hineingebaut. Durch diese Baumassnahme entstand auch der Lichthof. Das vierte Geschoss hat einen Fusswalm und ist mit Schindeln verkleidet. Das Walmdach zeigt strassenseitig fünf Fledermausgauben und trägt den mit Kupferblech verkleideten Dachreiter. Er ist mit einer Turmuhr ausgestattet.
Der Neubau ist ein weisser, sechsgeschossiger Kubus mit neun Fensterachsen in Beton-Skelettbauweise. Die Lochfassade der fünf oberen Geschosse zeigt klar abgegrenzte Fensteröffnungen. In jüngster Zeit wurde der Bau energetisch saniert.
Mit dem neoklassizistischen Teil der Fassade des «Werks I», der ebenfalls von Curjel & Moser entworfen wurde, entstand hier «ein städtebaulich und architektonisches Industrie-Ensemble der 1910er Jahre». Das Verwaltungsgebäude dokumentiert auch wie sich die «Handschrift» des Architekten Karl Moser zur Moderne gewandelt hat.

## Fussnoten
1. ↑  Denkmalpflege Schaffhausen: Schaffhausen. Geschichte – Stadt – Zukunft. Eine Publikation zum Verzeichnis der schützenswerten Kulturdenkmäler (VKD) der Stadt Schaffhausen. Schaffhausen 2019. (online) S. 20.